# 巴特阿巴赫
巴特阿巴赫（德語：Bad Abbach，發音：[baːt ˈabax]）是德国巴伐利亚州下巴伐利亚行政区凯尔海姆县的市镇，面积55.26平方千米，2023年12月31日人口为12,654人。